# 이언 플린
이언 플린(영어: Ian Flynn, 1982년 5월 31일~)은 미국의 만화책 집필가이다. 아치 코믹스의 〈소닉 더 헤지혹〉 160호부터 연재중단된 290호까지 작가를 맡았으며, 이후 2018년 4월 IDW 퍼블리싱이 발행하는 신 〈소닉 더 헤지혹〉 만화책의 작가를 맡고 있다. 그 외 비디오 게임 《소닉 프론티어》 시나리오 집필을 맡았다.

## 경력
플린은 아치 코믹스 출판사에서 〈소닉 더 헤지혹〉의 작가로서 고용됐다. 그 후 〈소닉 유니버스〉, 〈메가맨〉과 〈뉴 크루세이더즈〉의 작가를 맡았다.

## 개인사
플린은 아치 코믹스 만화 〈소닉 더 헤지혹〉과 〈소닉 유니버스〉의 작가 및 채색가로서 활동했던 알레아 베이커와 결혼했다.